# Sites mégalithiques de l'Essonne
Les sites mégalithiques de l'Essonne sont assez peu nombreux. Bien qu'ils soient concentrés près des rivières, cette implantation des mégalithes est une conséquence plus géologique que culturelle, au même titre que l'usage quasi-exclusif du grès. La grande originalité du patrimoine mégalithique du département tient à l'abondance des polissoirs alors que les dolmens y sont très rares.
Ces monuments sont généralement datés du Néolithique moyen et assimilés à la culture Seine-Oise-Marne.

## Répartition géographique
| \| Évry Étampes Palaiseau \| Répartition géographique des mégalithes |
| Évry Étampes Palaiseau                                               |

La répartition géographique des mégalithes en Essonne se confond avec le réseau hydrographique. Ainsi, des concentrations mégalithiques sont observables dans la vallée de l'Yerres (menhirs), de l'Essonne (menhirs, sépultures collectives et polissoirs) et de la Renarde (polissoirs). Si tous ces édifices sont situés en bordure de rivières (point le plus bas) ou à une faible distance (points les plus hauts), il ne s'agit pas pour autant d'une implantation délibérée mais d'une conséquence hydrogéologique : le travail d'érosion des rivières en mettant à nu des affleurements de bancs de grès a facilité leur extraction. Ces critères de répartition doivent cependant être relativisés compte tenu des nombreuses destructions intervenues dans le nord du département beaucoup plus urbanisé.

## Architecture
La plupart des mégalithes sont en grès du Stampien, dit grès de Fontainebleau, roche abondante et facile d'extraction, bien adaptée aux constructions mégalithiques et à la confection de polissoirs. Cette roche affleure en bancs rocheux disséminés dans tout le département. Malheureusement, l'utilisation de cette roche, a aussi bien souvent été la cause de leur destruction car elle fut très appréciée des carriers pour fabriquer des pavés. L'utilisation de la pierre calcaire s'est limitée à la construction de murets pour la confection des parois ou comme éléments de dallage dans les hypogées et sépultures en fosses, quant à l'usage de la pierre meulière, il n'est connu que pour l'allée couverte des Champs-Dolents.
Les sépultures collectives sont très majoritairement des sépultures en fosse ou des hypogées ; les dolmens proprement dits sont rares et se limitent à un type simple ou angevin.

## Gravures et représentations
L'art mégalithique en Essonne est assez original et diversifié dans ses représentations. Il ne se manifeste que sur les menhirs sous forme de cupules, parfois très nombreuses (Alignement des Pierres Frittes), et de piquetages divers (croix, « cloche », tracé ovalaire, représentation de visage) comme sur le menhir des Buttes Noires, la Pierre Droite ou la Pierre ornée des Coudray.

## Datation
L'existence des polissoirs est nécessaire pour la fabrication des haches polies. Or cet outillage n'apparaît couramment en Île-de-France qu'au Néolithique moyen (culture de Cerny), les haches polies du Néolithique ancien étant principalement d'origine extérieure. Pour les menhirs, l'absence de tout contexte archéologique ne permet pas d'être très précis et ils sont donc globalement datés du Néolithique, par analogie avec les édifices des autres départements. Les sépultures collectives découvertes n'ont livré que peu de matériel funéraire et bien souvent il n'a pas été décrit très précisément, voire conservé. Les quelques datations au C14 qui ont pu être réalisées (hypogées de Buno-Bonnevaux) correspondent à la deuxième moitié du IIIe millénaire av. J.-C., confirmant une appartenance des sépultures à la culture Seine-Oise-Marne.

## Folklore
Peu de légendes et traditions sont attribuées aux mégalithes de l'Essonne. De même, la christianisation des menhirs n'y est pas une pratique répandue.

## Inventaire non exhaustif
Le patrimoine mégalithique du département s'est considérablement appauvri depuis les premiers recensements opérés. Le nombre de sépultures collectives, déjà peu élevé s'est beaucoup réduit depuis leur découverte. On ne recense plus que deux dolmens encore en place, la Pierre Levée et le Grès de Linas, alors que onze sépultures collectives, l'unique allée couverte certaine et le seul coffre mégalithique précédemment attestés sont désormais détruits. Quatorze menhirs sont toujours visibles mais dix-neuf ont été détruits depuis leur signalement. Les polissoirs toujours très abondants (on en recense encore environ cinquante) ont eux-aussi subi leur lot de destruction ou de disparition.
| Monument                                          | Commune                   | Remarque                                                          | Protection        | Coordonnées                 | Illustration |
| ------------------------------------------------- | ------------------------- | ----------------------------------------------------------------- | ----------------- | --------------------------- | ------------ |
| Polissoir de Tourneville                          | Abbéville-la-Rivière      |                                                                   |                   | 48° 20′ 24″ N, 2° 10′ 09″ E |              |
| Menhir                                            | Arpajon                   |                                                                   | détruit           |                             |              |
| Pierre Percée                                     | Athis-Mons                | mégalithe incertain                                               | détruit           |                             |              |
| Polissoir du Puy Sauvage                          | Baulne                    |                                                                   | Inscrit MH (1984) | 48° 28′ 52″ N, 2° 24′ 21″ E |              |
| Polissoir de la Butte de Châtillon                | Boigneville               |                                                                   | disparu           |                             |              |
| Sépulture en fosse du Dessus du Bois de Saint-Val | Boigneville               |                                                                   | détruite          |                             |              |
| Polissoir de la Pièce d'Artondu                   | Boissy-la-Rivière         |                                                                   | disparu           |                             |              |
| Sépulture mégalithique de la Justice              | Boissy-le-Cutté           |                                                                   | détruite          |                             |              |
| Pierre-Fitte                                      | Boussy-Saint-Antoine      | menhir                                                            | Classé MH (1921)  | 48° 41′ 36″ N, 2° 31′ 35″ E |              |
| Polissoir du Rocher Clairon                       | Bouville                  |                                                                   | détruit           |                             |              |
| Alignement des Pierres Frittes                    | Brunoy                    | alignement mégalithique                                           | Classé MH (1977)  | 48° 41′ 51″ N, 2° 30′ 49″ E |              |
| Alignement des Pierres Frittes                    | Brunoy                    | autres noms Menhirs de la propriété Talma, Femme et fille de Loth | Classé MH (1889)  | 48° 41′ 45″ N, 2° 30′ 14″ E |              |
| Cave Gigoust                                      | Brunoy                    | dolmen incertain                                                  | détruit           |                             |              |
| Menhir des Maillettes                             | Brunoy                    |                                                                   | détruit           |                             |              |
| Pierre Beaumirault                                | Bruyères-le-Châtel        | menhir                                                            | Inscrit MH (1978) | 48° 34′ 51″ N, 2° 11′ 54″ E |              |
| Pierre Saint-Nicolas                              | Bruyères-le-Châtel        | menhir                                                            |                   | 48° 36′ 04″ N, 2° 11′ 17″ E |              |
| Hypogée de la Fontaine Saint-Léger                | Buno-Bonnevaux            |                                                                   | Classé MH (1976)  | 48° 21′ 40″ N, 2° 24′ 10″ E |              |
| Hypogée du Champtier des Bureaux                  | Buno-Bonnevaux            |                                                                   | Inscrit MH (1975) | 48° 21′ 34″ N, 2° 23′ 28″ E |              |
| Polissoir de Grimery                              | Buno-Bonnevaux            |                                                                   | Inscrit MH (1980) | 48° 21′ 13″ N, 2° 24′ 40″ E |              |
| Polissoir des Sept coups d'épée                   | Buno-Bonnevaux            |                                                                   | Classé MH (1928)  | 48° 21′ 36″ N, 2° 23′ 19″ E |              |
| Polissoirs des Rochettes                          | Cerny                     | 4 polissoirs                                                      |                   |                             |              |
| Hypogée des Bois Blancs                           | Champcueil                |                                                                   | détruit           |                             |              |
| Menhir des Buttes Noires                          | Champcueil                |                                                                   |                   | 48° 30′ 15″ N, 2° 28′ 04″ E |              |
| Polissoir de la Butte Chaumont                    | Champlan                  |                                                                   | disparu           |                             |              |
| Dolmen de la Grosse Pierre                        | Congerville-Thionville    |                                                                   | détruit           |                             |              |
| Grès de Linas                                     | Congerville-Thionville    | dolmen                                                            | Classé MH (1970)  | 48° 22′ 10″ N, 1° 59′ 13″ E |              |
| Hypogée des Bas-Vignons                           | Corbeil-Essonnes          |                                                                   | détruite          |                             |              |
| Pierre-du-Rompu                                   | Crosne                    | menhir                                                            | détruit           |                             |              |
| Polissoir de la Longuerie                         | Dourdan                   |                                                                   |                   |                             |              |
| La Roche                                          | Draveil                   | menhir                                                            | détruit           |                             |              |
| Pas de Sainte-Geneviève                           | Épinay-sous-Sénart        | menhir                                                            | détruit,          |                             |              |
| Pierrefitte                                       | Étampes                   | menhir                                                            | Classé MH (1964)  | 48° 25′ 44″ N, 2° 06′ 21″ E |              |
| Pierre ornée des Coudray                          | Étiolles                  | menhir probable                                                   | disparue          |                             |              |
| Polissoir de la Roche Saint-Nicolas               | La Forêt-le-Roi           |                                                                   |                   |                             |              |
| Roche à Gentil                                    | Itteville                 | menhir incertain                                                  |                   | 48° 30′ 45″ N, 2° 19′ 29″ E |              |
| Pierre Levée                                      | Janville-sur-Juine        | dolmen                                                            | Classé MH (1949)  | 48° 30′ 33″ N, 2° 15′ 45″ E |              |
| Polissoir du Bois Rond                            | Janville-sur-Juine        | autre nom Polissoir des Plaquières                                |                   | 48° 30′ 27″ N, 2° 15′ 25″ E |              |
| Polissoir du Bois de Saint-Médard                 | Maisse                    |                                                                   |                   |                             |              |
| Tombe mégalithique de l'Ouche de Beauce           | Maisse                    |                                                                   | détruite          |                             |              |
| Polissoir du Bois du Déluge                       | Marcoussis                |                                                                   |                   | 48° 38′ 12″ N, 2° 11′ 58″ E |              |
| Pierre Droite                                     | Milly-la-Forêt            | autre nom Menhir de Milly                                         | Classé MH (1974)  | 48° 22′ 46″ N, 2° 24′ 44″ E |              |
| Polissoirs de la Chapelle Sainte-Anne             | Moigny-sur-École          | 2 polissoirs                                                      |                   |                             |              |
| Roche Grénolée                                    | Moigny-sur-École          | polissoir                                                         | Classé MH (1973)  | 48° 26′ 21″ N, 2° 26′ 38″ E |              |
| Pierre-au-Lard                                    | Montgeron                 | menhir incertain                                                  | détruit           |                             |              |
| Polissoir de la Petite-Garenne                    | Morigny-Champigny         | autre nom Polissoir de Villemartin                                | Classé MH (1902)  | 48° 27′ 27″ N, 2° 11′ 19″ E |              |
| Roches de Brunehaut                               | Morigny-Champigny         | cromlech probable                                                 | disparues         |                             |              |
| Pierre Droite                                     | Prunay-sur-Essonne        | menhir                                                            |                   | 48° 21′ 37″ N, 2° 22′ 14″ E |              |
| Polissoir des Parignons                           | Saint-Chéron              |                                                                   |                   |                             |              |
| Polissoir du Bois de la Butte de Moret            | Saint-Chéron              |                                                                   |                   |                             |              |
| Polissoir de la Mare aux Trois Peupliers          | Saint-Cyr-sous-Dourdan    |                                                                   |                   |                             |              |
| Allée couverte des Champs-Dolents                 | Saint-Germain-lès-Corbeil |                                                                   | détruite          |                             |              |
| Hypogée dit des Boutards                          | Saint-Hilaire             |                                                                   | détruite          |                             |              |
| Polissoirs de la Croix Boissée                    | Souzy-la-Briche           |                                                                   |                   | 48° 31′ 32″ N, 2° 09′ 05″ E |              |
| Polissoirs du Bois de la Briche                   | Souzy-la-Briche           | Faux polissoir                                                    | Classé MH (1899)  | 48° 32′ 07″ N, 2° 10′ 00″ E |              |
| Polissoirs du Bois de la Guigneraie               | Souzy-la-Briche           |                                                                   | Classé MH (1899)  | 48° 31′ 03″ N, 2° 08′ 51″ E |              |
| Pierre à Mousseau                                 | Vigneux-sur-Seine         | menhir                                                            | Classé MH (1889)  | 48° 42′ 01″ N, 2° 24′ 18″ E |              |
| Polissoir du Bois de la Grange                    | Villeconin                | autre nom Polissoir de la Renarde                                 |                   |                             |              |
| Polissoir du Bois de la Charmille                 | Villeconin                |                                                                   | Classé MH (1899)  | 48° 31′ 04″ N, 2° 08′ 49″ E |              |
| Polissoirs du Bois de Val Salmon                  | Villeconin                | 13 polissoirs                                                     |                   | 48° 31′ 09″ N, 2° 08′ 28″ E |              |
| Polissoir de la Butte Blanche                     | Villeneuve-sur-Auvers     |                                                                   |                   |                             |              |
| Polissoir du Dévaloir                             | Villeneuve-sur-Auvers     |                                                                   |                   |                             |              |